# مسجد بوياجي
مسجد بوياجي هو مسجد في غازي عنتاب، تركيا.
بدأ بناؤه في 1211 وتم الانتهاء منه في عام 1357.